# ديفيد فورد (سياسي بريطاني)
ديفيد فورد (بالإنجليزية: David Robert Ford)‏ هو سياسي بريطاني، ولد في 22 فبراير 1935، وتوفي في 9 سبتمبر 2017 في لندن في المملكة المتحدة. انتخب Chief Secretary ‏ (12 فبراير 1987 – 28 نوفمبر 1993).